# دوچرخه‌سواری در المپیک تابستانی ۱۹۳۶
دوچرخه‌سواری در بازی‌های المپیک تابستانی ۱۹۳۶ نام رویداد ورزش دوچرخه‌سواری در بازی‌های المپیک تابستانی بود که در سال ۱۹۳۶ برگزار شد. این مسابقات که فقط برای مردان بود از دو بخش دوچرخه‌سواری جاده و چهار بخش دوچرخه‌سواری پیست تشکیل شده بود.
فرانسه توانست با کسب ۳ طلا و ۲ نقره و ۲ برنز برنده این مسابقات شود.

## نتایج

### جاده
| رویداد             | طلا                                                     | نقره                                                   | برنز                                                                   |
| رقابت انفرادی جاده | روبر شارپونتیه (FRA)                                    | گی لاپبی (FRA)                                         | ارنست نیفرگت (SUI)                                                     |
| رقابت جاده تیمی    | فرانسه (FRA) · روبر شارپونتیه · روبر دورژبره · گی لاپبی | سوئیس (SUI) · ادگار بوخوالدر · ارنست نیفرگت · کورت اوت | بلژیک (BEL) · آوخوسته خاربک · آرماند پوتسیسه · ژان فرانسوا فان در موته |

### پیست
| رویداد             | طلا                                                                      | نقره                                                                           | برنز                                                                    |
| تعقیبی تیمی        | فرانسه (FRA) · روژه-ژان لو نیزری · روبر شارپونتیه · ژان گوژون · گی لاپبی | ایتالیا (ITA) · سئورینو ریگونی · بیانکو بیانکی · ماریو جنتیلی · آرماندو لاتینی | بریتانیای کبیر (GBR) · ارنست میلز · هری هیل · ارنست جانسون · چارلز کینگ |
| اسپرینت            | تونی مرکنس (GER)                                                         | آری فان فلیت (NED)                                                             | لویی شایو (FRA)                                                         |
| تاندم              | ارنست ایبه · و کارل لورنتس (GER)                                         | برنارد لنه · و هندریک اومس (NED)                                               | پیر ژرژه · و ژرژ ماتون (FRA)                                            |
| ۱۰۰۰ متر تایم تریل | آری فان فلیت (NED)                                                       | پیر ژرژه (FRA)                                                                 | رودلف کارش (GER)                                                        |

## جدول مدال‌ها
| رتبه | کشورها               | طلا | نقره | برنز | مجموع |
| ۱    | فرانسه (FRA)         | ۳   | ۲    | ۲    | ۷     |
| ۲    | آلمان (GER)          | ۲   | ۰    | ۱    | ۳     |
| ۳    | هلند (NED)           | ۱   | ۲    | ۰    | ۳     |
| ۴    | سوئیس (SUI)          | ۰   | ۱    | ۱    | ۲     |
| ۵    | ایتالیا (ITA)        | ۰   | ۱    | ۰    | ۱     |
| ۶    | بلژیک (BEL)          | ۰   | ۰    | ۱    | ۱     |
| ۶    | بریتانیای کبیر (GBR) | ۰   | ۰    | ۱    | ۱     |